# Marica (miejscowość)
Marica (bułg. Марица) – wieś w Bułgarii, w obwodzie sofijskim, w gminie Samokow. Według danych szacunkowych Ujednoliconego Systemu Ewidencji Ludności oraz Usług Administracyjnych dla Ludności 15 grudnia 2018 roku miejscowość liczyła 698 mieszkańców.